# Ladislav I., ugarski kralj
Ladislav I. poznat i kao sveti Ladislav (mađarski I. László ili Ladislav I. Arpadović; Poljska, o. 1040. – Nitra, Slovačka, 29. srpnja 1095.), mađarski kralj (1077. – 1095.) iz dinastije Arpadovića. Kanoniziran je 29. lipnja 1192. godine i legenda ga prikazuje kao pobožnog viteškog kralja. Popularan je kao svetac i u zemljama u susjedstvu Mađarske gdje mu je podginuto više crkava. Dao je osnovati Zagrebačku biskupiju, te je svetac suzaštitnik zagrebačke katedrale. Jedan od oltara posvećen je njemu, gdje se nalazi i njegov kip.
Njegovim osvajanjem sjevernog dijela Hrvatske, započela je stoljetna vezanost Hrvatske – kao zasebne kraljevine koja će biti podložna Kruni sv. Stjepana – uz Ugarsku.

## Životopis
Bio je sin ugarskog kralja Bele I. (1060. – 1063.) i kraljice Rikse Pijastović od Poljske (1013. – 1075.), a imao je starijeg brata Gejzu I. i dvije sestre Sofiju, suprugu istarskog markgrofa Ulrika I. i Ilonu (hrv. Jelena Lijepa), ženu hrvatsko-dalmatinskog kralja Zvonimira (1074. – 1089.). Rođen je u izbjeglištvu u Poljskoj, a 1048. godine vraća se u Ugarsku i sudjeluje u prijestolonasljednim borbama. Godine 1060. pomogao je ocu da uz pomoć poljske vojske zadobije ugarsko prijestolje.
Za vrijeme vladavine rođaka Salomona (1063. – 1074.), sina kralja Andrije I. (1046. – 1060.) i brata Ladislavovog oca Bele I., Ladislav je dobio na upravu istočni dio Ugarske kojim je upravljao kao vojvoda. Iako je u ugarskoj dinastiji prevladavao sustav nasljeđivanja po pravu seniorata, Ladislav je pomogao svom bratu Gejzi da stekne ugarsko prijestolje. Zajedno s njim pobijedio je vojsku kralja Salomona u bici kod Mogyoroda, 14. ožujka 1074. godine, nakon čega je Ladislavov brat Gejza I. (1074. – 1077.) proglašen ugarskim kraljem.
Nakon smrti kralja Gejze I. 1077. godine, ugarska kruna pripala je Ladislavu. Uspješno je obranio Ugarsku od napada Pečenega koje je protiv njega poslao detronizirani kralj Salomon. Nakon toga okrenuo se jačanju svoje kraljevine te je odlučio iskoristiti smrt hrvatskog kralja Zvonimira († 1089.), supruga svoje sestre kraljice Jelene Lijepe kako bi osvojio Kraljevinu Hrvatsku i staviti je pod upravu Arpadovića. Godine 1091. umire bez imenovanog nasljednika kralj Stjepan II., koji je došao na prijestolje nakon Zvonimira, pa je Ladislav mogao započeti osvajanje Hrvatske. Stoga je te iste godine provalio s vojskom preko Drave, te je bez problema zauzeo Slavoniju, ali je naišao na oružani otpor Hrvata na području južno od Gvozda (Alpes Ferreae). Istodobno se bizantski car Aleksije I. Komnen (1081. – 1118.), uplašio za svoje posjede u Dalmaciji, pa je platio nomadskom narodu Kumana da napadnu Ugarsku. Prešavši planinu Gvozd morao se kralj Ladislav I., na vijest o napadu Kumana, vratiti u Ugarsku.
Nakon povratka u Ugarsku, Ladislav je na osvojenom području između Gvozda i Drave postavio svog sinovca Almoša († 1129.) kao posebnoga hrvatskog kralja (1091. – 1095.), očito kao znak da nema namjeru taj kraj, kao ni ostatak Kraljevine Hrvatske i Dalmacije pripojiti Kraljevini Ugarskoj, već je podrediti članovima svoje obitelji. Kako bi učvrstio vlast u Slavoniji i još je jače povezao s Ugarskom, osnovao u slavonskom naselju Zagrebu 1094. godine zagrebačku biskupiju, čijim je prvim biskupom posvećen Čeh imenom Duh i podredio joj čitavo područje tadašnje Slavonije, a istodobno osnovao je u blizini Zagreba veliko Susedgradsko-stubičko vlastelinstvo i dodijelio ga uglednom ugarskom rodu Ača. Papa Celestin III. ga je 27. lipnja 1192. proglasio svetim.

## Obitelj
Oženio se oko 1077. kneginjom Adelaidom Švapskom (o.1060. – 1090.) s kojom je imao samo kćer Pirošku (1088. – 1134.) koja se udala za bizantskog cara Ivana II. Komnena. Kako bi rješio pitanje nasljeđivanja ugarskog prijestolja opozvao je iz prekodravske Hrvatske kralja Almoša i dodijelio mu kao vojvodstvo (ducatus) zemlju s lijeve obale Tise, a nasljednikom ugarske krune učinio je Almoševog starijeg brata Kolomana († 1116.).

## Vanjske poveznice
|  | Zajednički poslužitelj ima još gradiva o temi Ladislav I., ugarski kralj |

- Ladislav I. Arpadović (Sveti) Proleksis enciklopedija
- Ladislav I. Arpadović (Sveti) Hrvatska enciklopedija

| Prethodnik:              | Ladislav I. Sveti (1077. – 1095.) | Nasljednik:             |
| Gejza I. (1074. – 1077.) | Ladislav I. Sveti (1077. – 1095.) | Koloman (1095. – 1116.) |